# Taudactylus
Taudactylus – rodzaj płazów bezogonowych z rodziny żółwinkowatych (Myobatrachidae). 

## Zasięg występowania
Rodzaj obejmuje gatunki występujące od wschodniej do północno-wschodniej części stanu Queensland w Australii.

## Systematyka

### Etymologia
Taudactylus: gr. litera τ „tau”; δακτυλος daktulos „palec”. 

### Podział systematyczny
Do rodzaju należą następujące gatunki:
- Taudactylus acutirostris (Andersson, 1916)
- Taudactylus diurnus Straughan & Lee, 1966 – gatunek wymarły[4]
- Taudactylus eungellensis Liem & Hosmer, 1973
- Taudactylus liemi Ingram, 1980
- Taudactylus pleione Czechura, 1986
- Taudactylus rheophilus Liem & Hosmer, 1973